# Boca de Apiza
Boca de Apiza är en ort i Mexiko.   Den ligger i kommunen Coahuayana och delstaten Michoacán de Ocampo, i den södra delen av landet, 500 km väster om huvudstaden Mexico City. Boca de Apiza ligger 3 meter över havet och antalet invånare är 437.
Terrängen runt Boca de Apiza är huvudsakligen platt, men åt sydost är den kuperad. Havet är nära Boca de Apiza åt sydväst. Runt Boca de Apiza är det ganska glesbefolkat, med 25 invånare per kvadratkilometer. Närmaste större samhälle är Coahuayana Viejo, 10,4 km nordost om Boca de Apiza. Omgivningarna runt Boca de Apiza är en mosaik av jordbruksmark och naturlig växtlighet.